# Gustav Nydahl
Gustav Herman Nydahl, född den 21 januari 1916 i Uppsala, död den 7 februari 1975 i Stockholm, var en svensk journalist och chefredaktör.

## Biografi
Efter studentexamen 1937 blev Gustav Nydahl journalist på Härnösands-Posten. Efter att ha varit redaktör 1939–1942 på Hvetlanda Tidning och Vetlanda Nyheter återvände han till Härnösands-Posten som redaktionssekreterare 1943–1946. 
Han blev chefredaktör för Örnsköldsviks-Posten 1948, därefter för Aftonposten 1951 och för Nordsvenska Dagbladet i Skellefteå 1953. Efter att ha varit konsult vid Högerns förlagsstiftelse 1955–1959 utsågs han till chefredaktör för tidskriften Byggnadsindustrin (numera Byggindustrin) och VD för Byggnadsindustrins Förlags AB 1959 där han stannade till sin bortgång 1975.
Gustav Nydahl satt i Stadsfullmäktige i Solna kommun 1959–1962. Nydahl var författare till skriften Vi i redaktionen, en handledning för journalistvolontärer, utgiven 1956.

## Priser och utmärkelser
- Gustav Nydahl tilldelades Olle Engkvist-medaljen 1975 (postumt).